# Бруну Амару Соуза
Бруну Амару Соуза (порт. Bruno Amaro, нар. 17 лютого 1983, Пенафієл) — португальський футболіст, що грав на позиції півзахисника.
Виступав, зокрема, за клуби «Пенафіел», «Насіунал» та «Віторія» (Сетубал), а також молодіжну збірну Португалії.

## Клубна кар'єра
Народився 17 лютого 1983 року в місті Пенафієл. Вихованець юнацьких команд футбольних клубів «Сете», «Парада» та «Пенафіел».
У дорослому футболі дебютував 2002 року виступами за команду «Пенафіел», в якій провів чотири сезони, взявши участь у 76 матчах чемпіонату.
Своєю грою за цю команду привернув увагу представників тренерського штабу клубу «Насіунал», до складу якого приєднався 2006 року. Відіграв за клуб з Фуншала наступні п'ять років своєї ігрової кар'єри, один з яких на правах оренди провів у «Академіці» (Коїмбра).
2011 року уклав контракт з клубом «Віторія» (Сетубал), у складі якого провів наступні два роки своєї кар'єри гравця. Більшість часу, проведеного у складі «Віторії», був основним гравцем команди.
Згодом протягом 2013—2016 років захищав кольори клубів «Ароука» та «Фелгейраш 1932», а завершив ігрову кар'єру у команді «Ребордоза», за яку виступав протягом 2016 року.

## Виступи за збірну
Протягом 2005—2006 років залучався до складу молодіжної збірної Португалії, взявши участь у домашньому молодіжному чемпіонаті Європи 2006 року. Всього на молодіжному рівні зіграв у 2 офіційних матчах.